# 海岸炮

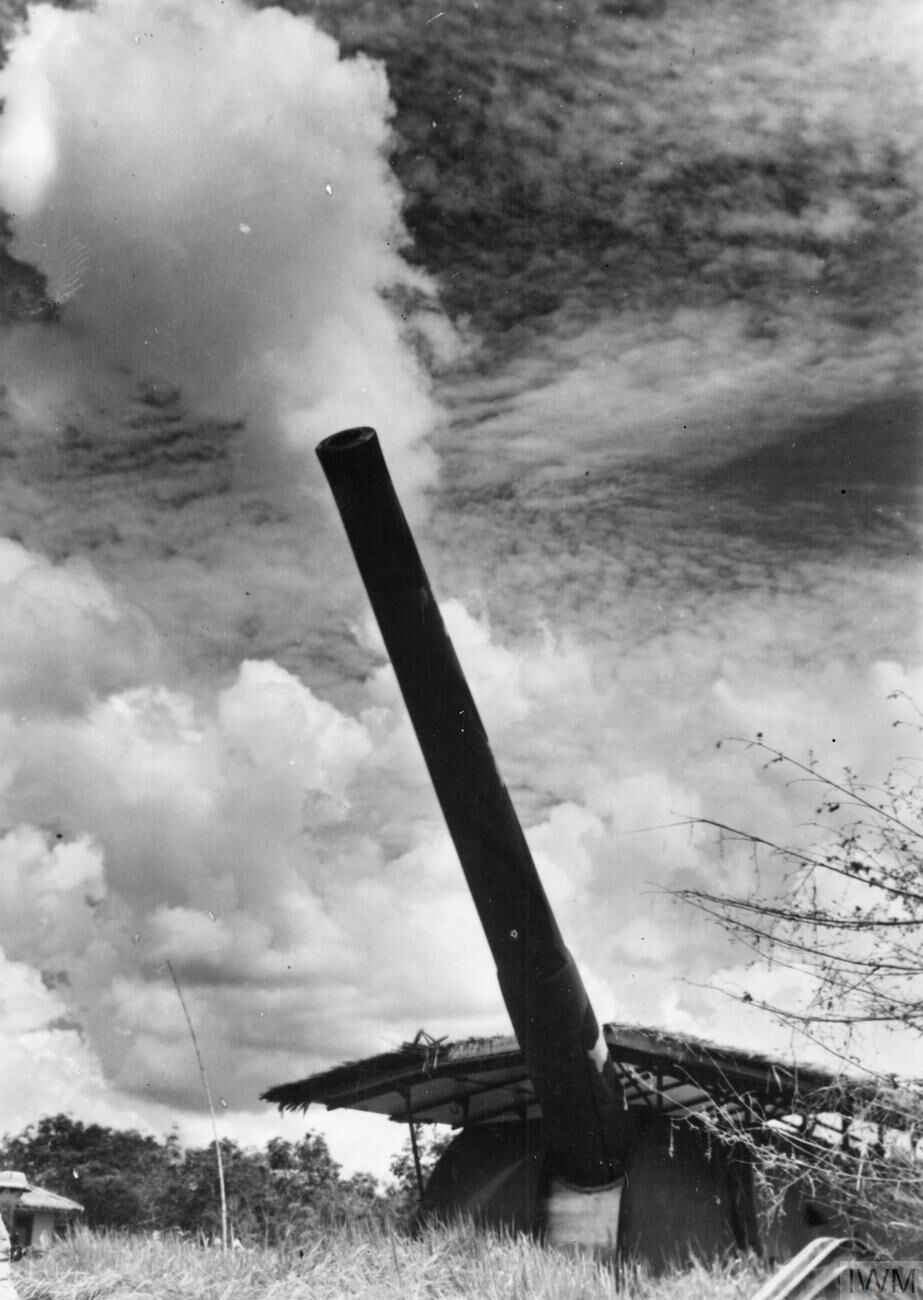
第二次世界大戰太平洋戰爭時位於新加坡的四一式360毫米岸防炮陣地

海岸炮是指佈署在鄰近灘岸地點的大砲武裝力量，主要用來防禦水面來的各種威脅；為人類武器進入火藥時代後長期居於海岸防禦工事之核心。
岸防炮的主要設計目的用作對付海軍或海盜侵擾，用于保卫海军基地、港口、沿海重要地段及海岸线，或支援近海舰艇作战。有些砲台的選址也能更支援附近的地面作戰。自中世紀以來的經驗法則，因為岸防砲陣地選址具有較穩定的射擊陣地，且射擊精準度比艦砲更好，一門岸防砲的火力可以抵過三門相同口徑的艦炮，而且岸防砲可以藉由修砌防禦工事獲得更優異的生存性。同時，最初海洋法所認知的領海定義是以岸防砲的最遠射程作為界線（3海浬），這是岸防砲影響近世紀國際法的一項指標意義。
海岸炮在反艦飛彈出現之前是沿海地區唯一的防禦系統，有些火炮是特別設計作為海岸防衛，有些則是改良自陸軍使用的火炮。部署的方式可以分為固定炮塔，固定陣地與移動陣地三大類。

## 固定炮塔

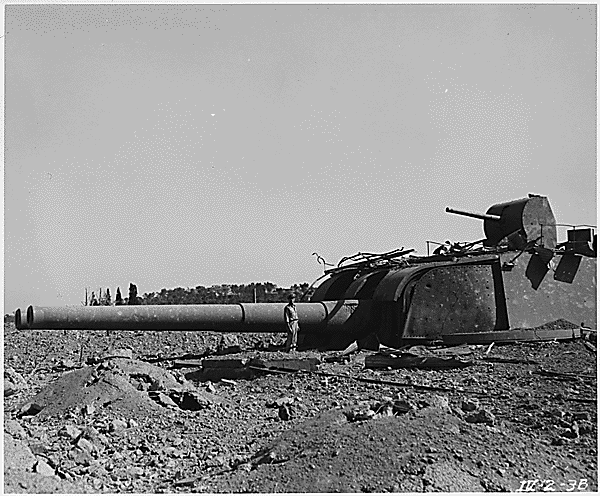
150毫米SK C/28型炮塔式岸防炮陣地

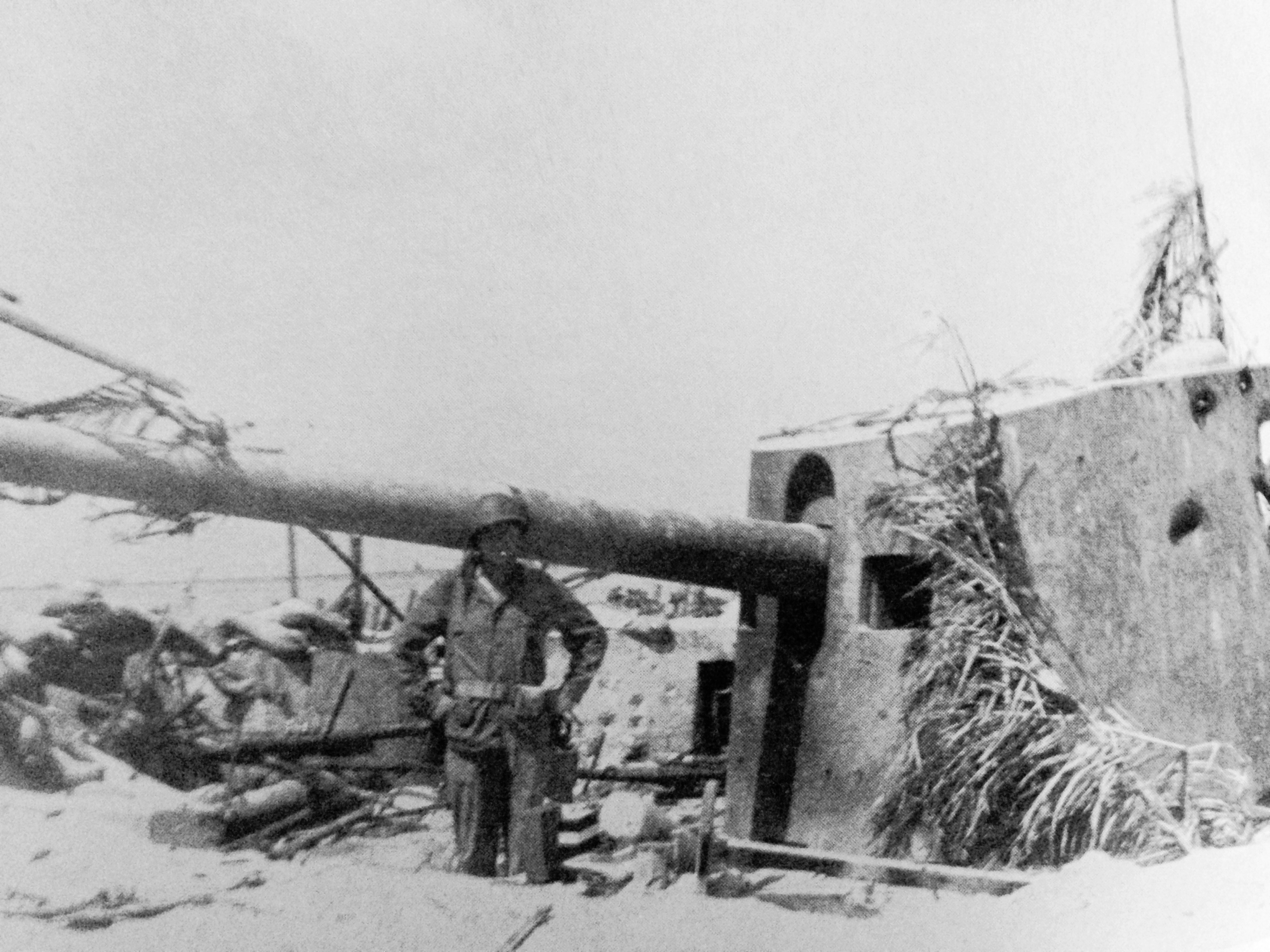
1943年在塔拉瓦的三年式140公厘艦炮炮塔式岸防炮陣地，其外型可看出為直接自戰艦上拆下轉用

固定炮塔類似軍艦和戰車上的炮塔型態，炮塔可以旋轉。這些炮塔隨著火炮的大小而有差異，大型的炮塔可以是鋼筋水泥的強化建築物，將海岸炮放置在內部，容許炮口旋轉某些角度。小型的炮塔則可能是專門設計或者是沿用自艦炮或者是戰車炮的炮塔。通常在炮塔下方有深入地下的彈藥儲存與輸送的機構和空間，有些大型的炮塔陣地設計還會包括操作人員的休息空間。

## 固定陣地

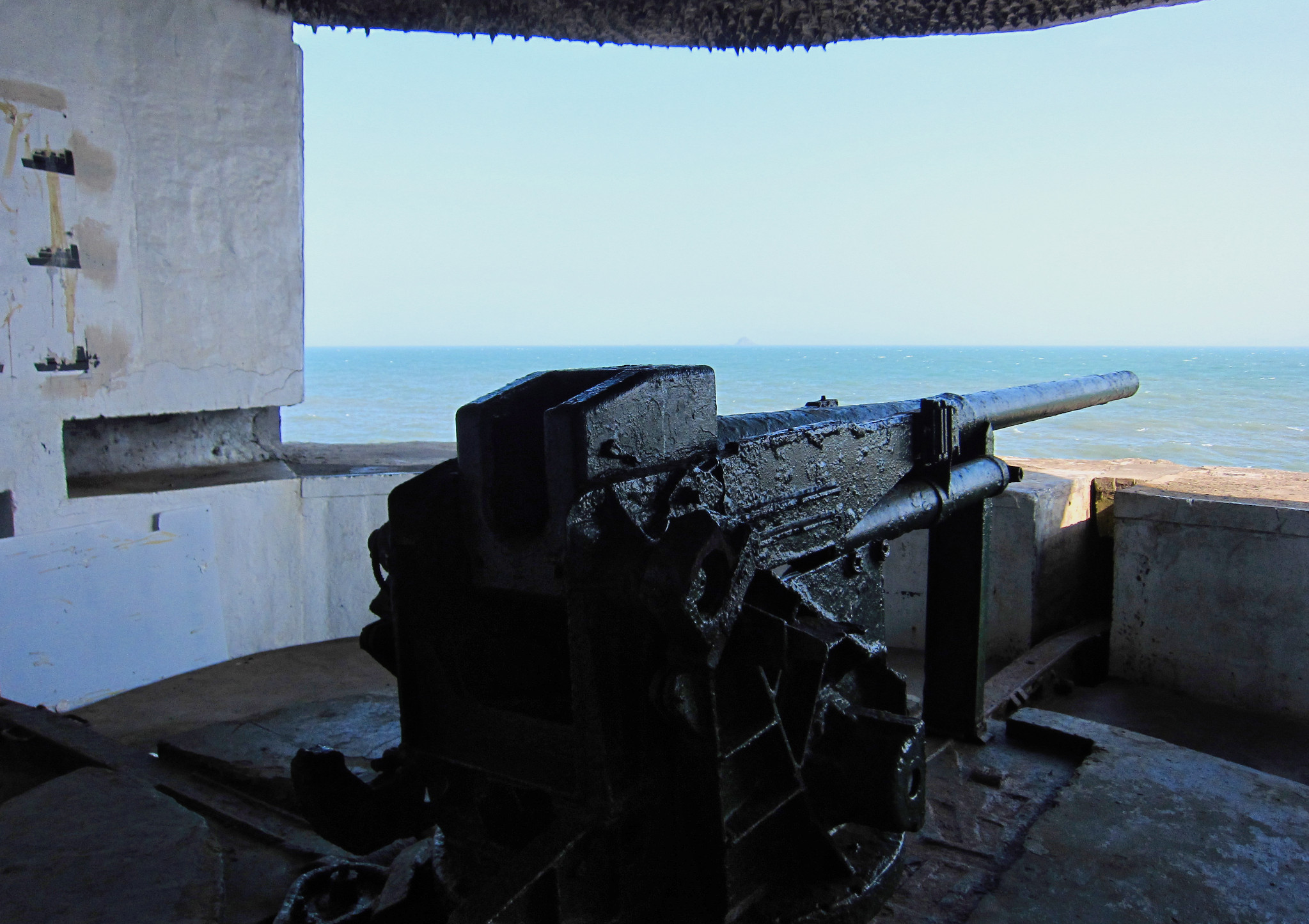
中華民國陸軍固定裝備在馬祖碉堡內的M1 90毫米海岸炮

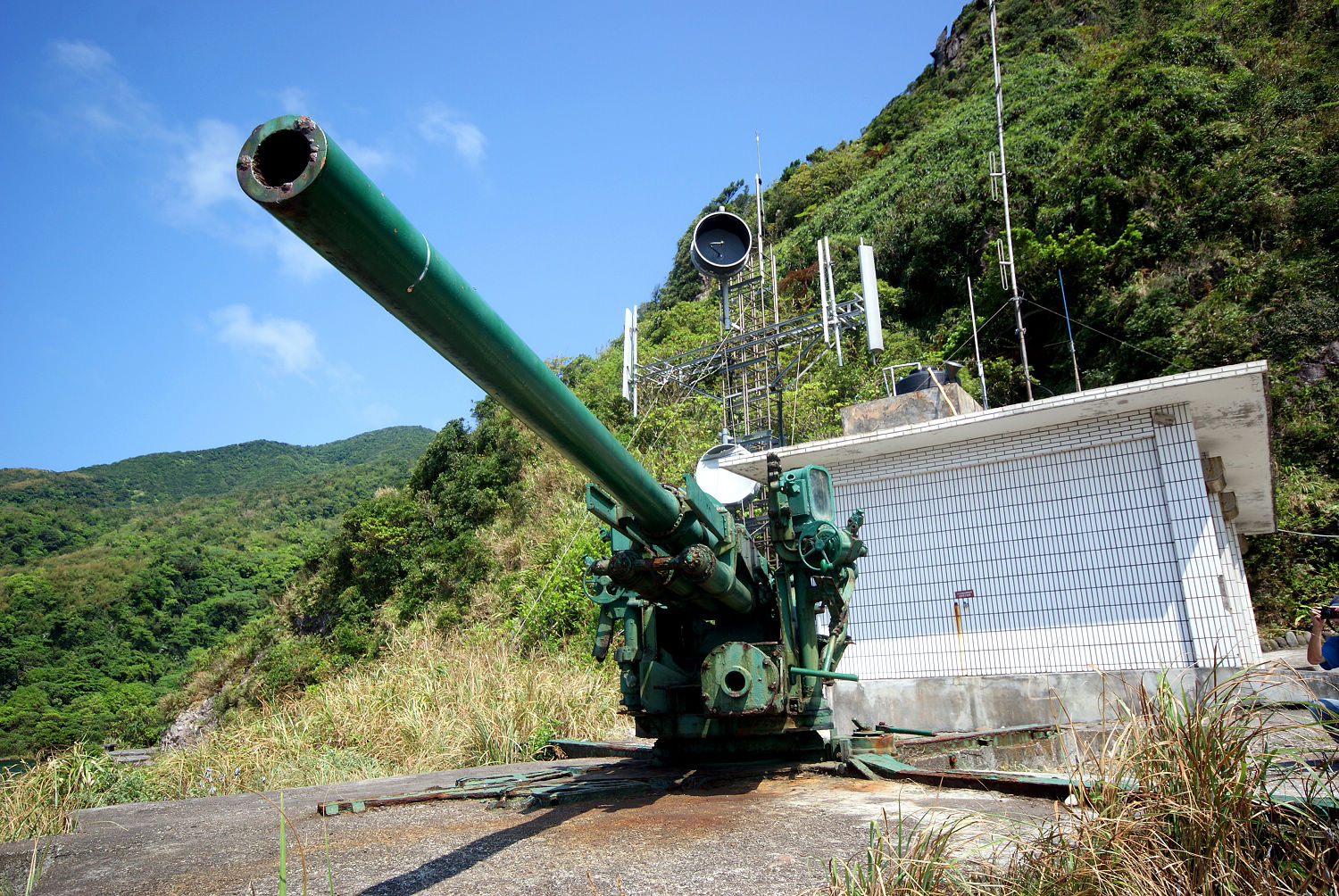
中華民國陸軍固定裝備在宜蘭縣龜山島海防陣地的M1 90毫米海岸炮，裝設於M3炮架上

固定陣地則是火炮平常放置在旁邊的掩體當中，使用時將火炮以人力或者是機械方式移動至開闊的射擊陣地上。射擊陣地是預先選定不變的永久陣地，火炮本身沒有炮塔的保護，不過可以在陣地當中改變射擊的角度，在射擊完畢或者是裝填的過程當中，可以將火炮送回掩體當中予以保護。掩體當中包含彈藥的儲存與輸送空間，與其他火炮陣地的連絡通道，人員休息與準備的空間等等。

## 移動陣地

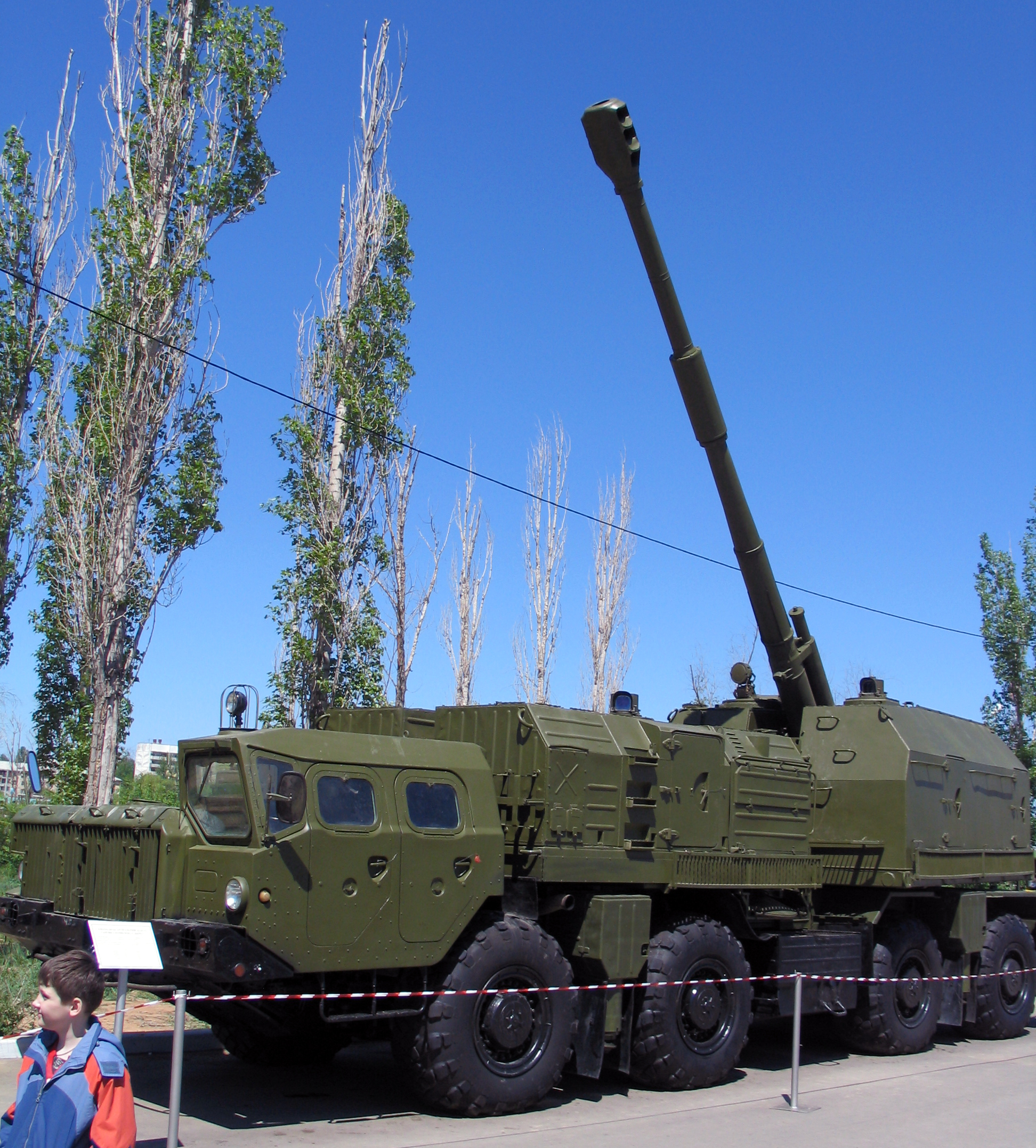
俄製「沿岸」A-222式130毫米自行岸炮

移動陣地使用的火炮極為類似陸軍一般的拖曳或者是自走炮，在需要的時候才進入某一處預先規劃好的射擊陣地，這種陣地可以是有保護的碉堡，也可以是一處空地，後者依靠的是不斷變換射擊地點來保護火炮與人員的安全，這種部署方式多是在緊急的時候使用，以提高火炮使用的彈性和降低平時部署的成本。